# Music Inspired by the Life and Times of Scrooge
Music Inspired by the Life and Times of Scrooge az első szólóalbuma a finn dalszerző és billentyűs Tuomas Holopainennek, akit egy szimfonikus metál bandából, a Nightwish-ből ismerhetünk. Az album Walt Disney képregényén alapszik, a "The Life and Times of Scrooge McDuck", amelyet írt és rajzolt Don Rosa. Az album borítóját is Ő készítette el. 2014. április 11-én jelent meg. A lemez első szólóalbuma: "A Lifetime of Adventure" 2014. február 5-én jelent meg egy videóval, amelyet Ville Lipiäinen rendezett.
Különböző stílusú zenészekkel, énekesekkel dolgozott együtt Holopainen, mint Johanna Kurkela, Tony Kakko a Sonata Arctica-ból. Közreműködött még a London Philharmonic Orchestra, egy kórus (Metro Voices), és néhány vendégzenész, pl: Troy Donockley a Nightwishből.

## Az album dalai
Az összes szám szerzője Tuomas Holopainen. 
| 1.    | Glasgow 1877                 | 6:27 |
| 2.    | Into the West                | 5:01 |
| 3.    | Duel & Cloudscapes           | 4:50 |
| 4.    | Dreamtime                    | 4:47 |
| 5.    | Cold Heart of the Klondike   | 6:52 |
| 6.    | The Last Sled                | 5:40 |
| 7.    | Goodbye, Papa                | 6:27 |
| 8.    | To Be Rich                   | 3:22 |
| 9.    | A Lifetime of Adventure      | 6:13 |
| 10.   | Go Slowly Now, Sands of Time | 4:36 |
| 54:05 |                              |      |

| iTunes bónusz dalok | iTunes bónusz dalok                           | iTunes bónusz dalok | iTunes bónusz dalok | iTunes bónusz dalok | iTunes bónusz dalok | iTunes bónusz dalok | iTunes bónusz dalok | iTunes bónusz dalok | iTunes bónusz dalok |
|                     | Cím                                           | Hossz               |                     |                     |                     |                     |                     |                     |                     |
| ------------------- | --------------------------------------------- | ------------------- | ------------------- | ------------------- | ------------------- | ------------------- | ------------------- | ------------------- | ------------------- |
| 11.                 | A Lifetime of Adventure (Alternative Version) | 6:00                |                     |                     |                     |                     |                     |                     |                     |
| 6:00                |                                               |                     |                     |                     |                     |                     |                     |                     |                     |

## Közreműködők
Zenészek
- Tuomas Holopainen - billentyűs hangszerek, piano[1]
- Troy Donockley - ír duda, koncertfurulya, bodhran
- Mikko Iivanainen - gitár, bendzsó
- Dermot Crehan - hegedű
- Teho Majamäki - didzseridu
- Jon Burr - harmonika

Énekesek
- Alan Reid, mint Dagobert McCsip (az 1., 6., 10. dalban)
- Johanna Kurkela, mint "Glittering" Goldie O'Gilt (az 1., 2., 4., 6., 8., 9., 10. dalban)
- Johanna Iivanainen, mint Narrátor és Downy O'Drake, Dagobert édesanyja (az 1., 6., 8., 9. dalban)
- Tony Kakko, mint Mesélő (az 5. dalban)

Nagyzenekar és kórus
- Pip Williams - zenekarvezető és hangszerelés[4]
- London Philharmonic Orchestra
- Metro Voices

## Listás helyezések
| Chart (2014)                                  | Peak position |
| --------------------------------------------- | ------------- |
| Ausztria (Ö3 Austria Top 40)                  | 52            |
| Franciaország (SNEP Album Top 100)            | 80            |
| Belgium (Ultratop Vallónia)                   | 106           |
| Hollandia (Dutch Charts Album Top 100)        | 92            |
| Finnország (Musiikkituottajat Albumit Top 50) | 1             |
| Németország (Offizielle Top 100)              | 23            |
| Svájc (Schweizer Hitparade Top 100 Albums)    | 19            |
| Egyesült Királyság (UK Albums Chart)          | 92            |
| USA Heatseekers Albums (Billboard)            | 29            |